# Frau im Spiegel
Frau im Spiegel ist eine deutsche Frauenzeitschrift, die wöchentlich bei der Funke Mediengruppe erscheint. Chefredakteurin ist seit Januar 2009 Claudia Cieslarczyk. Die verkaufte Auflage beträgt 130.314 Exemplare, ein Minus von 80,8 Prozent seit 1998.
Die Zeitschrift wurde 1946 vom Lübecker Verlag Ehrlich & Sohn gestartet und gehört damit zu den Gattungsgründern der Regenbogenpresse. 1985 wurde Ehrlich & Sohn von Gruner + Jahr übernommen. Von September 2006 bis Januar 2007 wurde ein Teil der Auflage unter dem Titel Look verkauft, um jüngere Frauen anzusprechen.
Ende April 2007 wurde das Layout überarbeitet, die Kulturberichte vergrößert, ein Fernseh-Teil ergänzt und die Zeitschrift um Lifestyle- und Deko-Tipps ergänzt.
Im Juli 2007 wurde bekannt, dass Frau im Spiegel zum Verkauf steht, Interessenten waren die WAZ Mediengruppe sowie der Klambt Verlag. Im März 2008 übernahm schließlich die WAZ Mediengruppe, die im März 2013 in Funke Mediengruppe umbenannt wurde, die Zeitschrift und verlagerte den Redaktionssitz von Hamburg nach München.
| 1998   | 1999   | 2000   | 2001   | 2002   | 2003   | 2004   | 2005   | 2006   | 2007   | 2008   | 2009   | 2010   | 2011   | 2012   | 2013   | 2014   | 2015   | 2016   | 2017   | 2018   | 2019   | 2020   | 2021   | 2022   | 2023   | 2024   |
| ------ | ------ | ------ | ------ | ------ | ------ | ------ | ------ | ------ | ------ | ------ | ------ | ------ | ------ | ------ | ------ | ------ | ------ | ------ | ------ | ------ | ------ | ------ | ------ | ------ | ------ | ------ |
| 678175 | 665441 | 645129 | 570056 | 477859 | 445507 | 408198 | 371430 | 373263 | 309496 | 300100 | 289860 | 279893 | 276629 | 272557 | 247425 | 259112 | 248790 | 233135 | 216092 | 207450 | 191079 | 170545 | 162726 | 160173 | 147966 | 130314 |